# Hălmeag
Hălmeag (węg. Halmágy) – wieś w Rumunii, w okręgu Braszów, w gminie Șercaia. W 2011 roku liczyła 508 mieszkańców.